# Herbita lilacina
Herbita lilacina är en fjärilsart som beskrevs av W. Warren 1897. Herbita lilacina ingår i släktet Herbita och familjen mätare. Inga underarter finns listade i Catalogue of Life.